# Скибицька Марина Михайлівна
Мари́на Миха́йлівна Скиби́цька (* 22 лютого (7 березня) 1884, Казань, Росія — † 29 січня 1943, Саратов, Росія) — українська та російська оперна співачка (мецо-сопрано).

## Життєпис

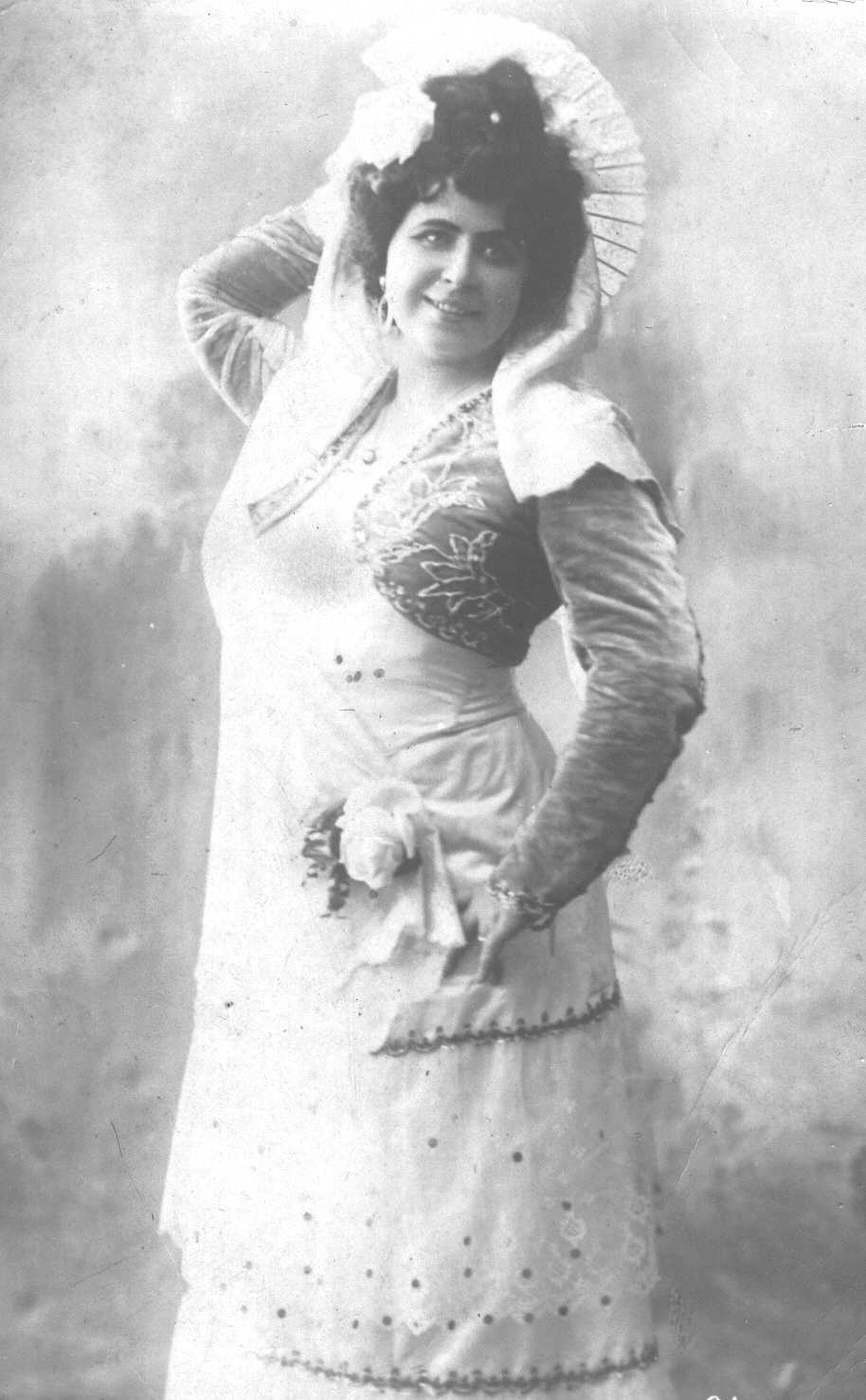
В ролі Кармен

1907 закінчила Московське філармонічне училище.
1907–1908, 1912–1923, 1924–1926 — у Київській опері. Працювала також в оперних театрах Харкова (1923–1924), Одеси (1927–1929) та ін.
1919 року входила до складу першого українського радянського оперного театру в Києві «Музична драма», режисером якого був Лесь Курбас. Однаково успішно співала як російською, так і українською мовами..
1938–1943 — професор Саратовської консерваторії.

## Родина
Дружина оперного співака Михайла Медведєва (1852 — 1925).

## Партії
- Кармен (в однойменній опері Ж. Бізе).
- Фідес («Пророк» Дж. Меербера).
- Ортруда («Льоенґрін» Ріхарда Ваґнера).
- Солоха («Черевички» Петра Чайковського).
- Морозова («Опричник» Петра Чайковського)